# Заря (Зубово-Полянский район)
Заря — посёлок в Зубово-Полянском районе Мордовии России. Входит в состав Анаевского сельского поселения.

## История
Основан в годы коллективизации. По данным на 1931 год состоял из 75 дворов и входил в состав Вадово-Селищинского сельсовета.

## Население
| 2002 | 2010 |
| ---- | ---- |
| 29   | ↘18  |

Национальный состав
Согласно результатам Всероссийской переписи населения 2002 года, в национальной структуре населения мордва-мокша составляли 97 %.